# Lijst van gouverneurs van Puerto Rico
Dit is een lijst met gouverneurs van het Amerikaanse gemenebest Puerto Rico.

## Gouverneurs sinds 1949
| Nr. | Gouverneur               | Gouverneur                          | Ambtstermijn                      | Puerto Ricaanse Partij      | Amerikaanse Partij |
| --- | ------------------------ | ----------------------------------- | --------------------------------- | --------------------------- | ------------------ |
| 176 | Luis Muñoz Marín         | Luis Muñoz Marín (1898–1980)        | 2 januari 1949 – 2 januari 1965   | Partido Popular Democrático | Onafhankelijken    |
| 177 | Roberto Sánchez Vilella  | Roberto Sánchez Vilella (1913–1997) | 2 januari 1965 – 2 januari 1969   | Partido Popular Democrático | Democraat          |
| 178 | Luis A. Ferré            | Luis A. Ferré (1904–2003)           | 2 januari 1969 – 2 januari 1973   | Partido Nuevo Progresista   | Republikein        |
| 179 | Rafael Hernández Colón   | Rafael Hernández Colón (1936–2019)  | 2 januari 1973 – 2 januari 1977   | Partido Popular Democrático | Democraat          |
| 180 | Carlos Romero Barceló    | Carlos Romero Barceló (1932–2021)   | 2 januari 1977 – 2 januari 1985   | Partido Nuevo Progresista   | Democraat          |
| 181 | Rafael Hernández Colón   | Rafael Hernández Colón (1936–2019)  | 2 januari 1985 – 2 januari 1993   | Partido Popular Democrático | Democraat          |
| 182 | Pedro Rosselló           | Pedro Rosselló (1944)               | 2 januari 1993 – 2 januari 2001   | Partido Nuevo Progresista   | Democraat          |
| 183 | Sila María Calderón      | Sila María Calderón (1942)          | 2 januari 2001 – 2 januari 2005   | Partido Popular Democrático | Democraat          |
| 184 | Aníbal Acevedo Vilá      | Aníbal Acevedo Vilá (1962)          | 2 januari 2005 – 2 januari 2009   | Partido Popular Democrático | Democraat          |
| 185 | Luis Fortuño             | Luis Fortuño (1960)                 | 2 januari 2009 – 2 januari 2013   | Partido Nuevo Progresista   | Republikein        |
| 186 | Alejandro García Padilla | Alejandro García Padilla (1971)     | 2 januari 2013 – 2 januari 2017   | Partido Popular Democrático | Democraat          |
| 187 | Ricardo Rosselló         | Ricky Rosselló (1979)               | 2 januari 2017 – 2 augustus 2019  | Partido Nuevo Progresista   | Democraat          |
| -   | Pedro Pierluisi          | Pedro Pierluisi (1959)              | 2 augustus 2019 – 7 augustus 2019 | Partido Nuevo Progresista   | Democraat          |
| 188 | Wanda Vázquez Garced     | Wanda Vázquez Garced (1960)         | 7 augustus 2019 – 2 januari 2021  | Partido Nuevo Progresista   | Republikein        |
| 189 | Pedro Pierluisi          | Pedro Pierluisi (1959)              | 2 januari 2021 – 2 januari 2025   | Partido Nuevo Progresista   | Democraat          |
| 190 | Jenniffer González-Colón | Jenniffer González-Colón (1976)     | 2 januari 2025 – heden            | Partido Nuevo Progresista   | Republikein        |